# ヨンサントオ

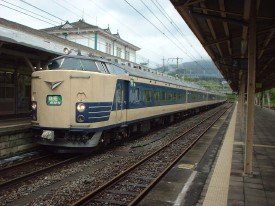
ヨンサントオで新しい特急ネットワーク形成を果たした583系のオリジナル塗装

ヨンサントオ（4・3・10）とは、日本国有鉄道（国鉄）が昭和43年（1968年）10月1日に実施した白紙ダイヤ改正を指す。国鉄がこのように命名して大々的に広報活動を展開したが、これは当時としては極めて異例の出来事であった。のちに主に鉄道関係者・鉄道ファンの間で使われることになる通称である。
日本においては、第二次世界大戦後4回目（1948年〈昭和23年〉・1950年〈昭和25年〉・1961年〈昭和36年〉に次ぐ）の白紙ダイヤ改正に当たる。増発列車キロ数はこの前回の白紙ダイヤ改正である昭和36年（1961年）10月改正（通称「サンロクトオ」）よりやや少なかったが、無煙化（動力近代化計画）の促進や、全国的な高速列車網の整備など、その後の国鉄の全国輸送体系、ひいては現在に至るJR列車群の基礎を作った画期的な内容であった。

## 背景
日本は1950年代後半から戦後復興を終えて経済成長期に入り、国鉄の旅客・貨物輸送量も大幅に増加した。これに伴い、国鉄は車両数の増強など一定の対策を行ってきたが、鉄道の基盤整備が遅れていることは否めなかった。故に長らく慢性的な輸送力不足が続き、また重大事故もしばしば発生した。このように当時の国鉄は、1960年代の高度経済成長への対応能力が危ぶまれる状況にあった。さらには、航空機や自動車など交通手段の多様化により、輸送量は増えているものの、次第にシェアは低下してきていた。
これに対し国鉄は1965年（昭和40年）から7か年に渡る第3次長期計画を策定し、輸送体制の抜本的な強化を開始した。ヨンサントオはこの7か年計画の前半部分の成果を取り入れて実施された改正である。なお、全国規模のダイヤ改正は各地区の事情を考慮しながら少しずつ調整を繰り返して決定するため、計画から実施までは2 - 3年程度の時間がかかる。このヨンサントオ改正も同様で、その実施が決定したのは1965年（昭和40年）の秋であった。

## ダイヤ改正を可能にした基盤整備
それまでの国鉄路線は東海道本線と山陽本線を除けば、幹線といえどもほとんどが単線、かつ非電化であった。また軌道の整備・強化が不十分であり、列車の最高速度も 100 km/h 未満に留まっていた。
第3次長期計画ではこれらの課題を重点的に対策、強化したが、このダイヤの施行時点では下記項目が達成されていた。
1. 幹線の複線化：東北本線と上越線は全線複線化を完了した。一部区間の複線化は函館本線・奥羽本線・信越本線・中央本線・北陸本線・鹿児島本線・日豊本線で順次進捗し、国鉄の複線化率は 22 % になった。
2. 軌道強化による最高速度の 120 km/h 化：東北本線・高崎線・上越線・山陽本線では全線で、信越本線の宮内 - 新潟間、北陸本線の米原 - 金沢間、鹿児島本線の門司 - 博多間で最高速度を 120 km/h に向上した。
3. 電化区間の拡大：東北本線の全線電化が完成し、国鉄全体での電化率は 26 % に達した。
4. 貨車の走行装置改善による貨物列車の高速化：国鉄貨車の多数を占める4輪の小型貨車（いわゆる二軸貨車）について、車軸の支持機構を「2段リンク式」に改良する対応が1953年（昭和28年）から進められ、最高速度は従来の 65 km/h から 75 km/h に向上した。このダイヤ施行時点で高速化改良は大方の貨車に普及し、国鉄が所有する貨車のほとんどが 75 km/h 運転可能となった。運用上・構造上の理由から高速化の対象外となった最高速度 65 km/h 以下の営業用貨車は本改正までに淘汰されたが、継続使用を要する一部の車両のみ、識別のため車体側面に黄色の帯を配し、側面の記番号には 65 を表す副記号の " ロ " を付記した。これらの低速運用貨車は主に北海道・九州内で線区・区間を限定して使用された。特に北海道内に封じ込められた貨車は副記号の「ロ」を丸囲みにし、黄色の帯を途中で切って「道外禁止」の文字を入れている。なお、私鉄の貨車も連絡直通に大きく制限が掛けられ[2]、走り装置が二段リンク式なのはもちろん、「自重8.0t以上、軸距3500mm以上、1968年時点で車齢が基本35年以下、無蓋車のみ20年以下のもの。」でない場合は国鉄路線への乗り入れを禁じられ、その私鉄路線内しか走行できなくなった[3]。
5. ATSの整備：1965年に全線で完了していた。

## 改正の内容

### 無煙化の促進
電化の推進と同時に、非電化区間へのディーゼル機関車と気動車の大量投入が行われ、その結果、蒸気機関車（SL）による運転は、旅客列車では動力分散方式を含めた全体の6 %、貨物列車に限っても38 % までに削減された。東北本線の奥中山越えの区間は、長大な貨物列車をD51形蒸気機関車が三重連で牽引し、SLファンのメッカとなっていたが、ここも電化により、蒸気機関車運転の終焉を迎えている。

### 都市間高速列車網の整備
現在の特急列車は庶民が気軽に乗車できる存在だが、かつての国鉄における特急列車は文字通りの「特別」急行列車で、そのステータスは非常に高いものであり、国鉄の象徴的存在であった。
しかし、この改正では従来のステータス重視の姿勢を脱却し、特急列車を増発すると同時に、急行列車も増発して、特急列車と急行列車による都市間輸送体制を確立した。また、経営状態が悪化しつつあった国鉄にとっては特急・急行料金による増収も意図していた。すでに急行列車との料金差はなく、運行距離のみの区別となっていた準急列車は、この改正において急行列車に統合され、国鉄における準急列車は消滅した。
京阪神地区では従来の快速20分間隔・普通10分間隔をそれぞれ15分間隔に統一し、大阪駅から西方面の快速は西明石発着と姫路方面の交互になった。

### 到達時間の短縮
複線化・電化・最高速度の向上により都市間の到達時間は大幅に短縮された。上記3条件が満たされた東北本線では、ディーゼル特急「はつかり」が上野 - 青森間で10時間半かかっていたのが、ダイヤ改正により電車化され、運行時間を8時間半に縮めた（正確には1時間54分短縮された）。さらに特急「ひばり」の上野 - 仙台間の所要時間は最速で3時間53分に短縮され、表定速度は89.7km/hと日本の在来線における最速記録を更新した。また青函連絡船や宇高連絡船を乗り継いでの旅行にも配慮がなされ、スムーズな乗り継ぎが出来るダイヤとなって、到達時間の短縮が達せられた。
しかしながら、ブレーキなどの技術的な問題や労使紛争の影響から、この時の120 km/h が日本国有鉄道時代の在来線での最高速度となってしまった。よってこれ以上のスピードアップは振り子式車両など新車の導入や電車化、それに路線の改良などの例を除いては実施されず、次に最高速度引き上げが実施されるのは国鉄分割民営化によりJRが発足した後、1989年（平成元年）3月の東日本旅客鉄道（JR東日本）の手になる常磐線特急列車「スーパーひたち」（130 km/h）を待たなくてはならなかった。

## 本改正で登場した新しい車両および列車

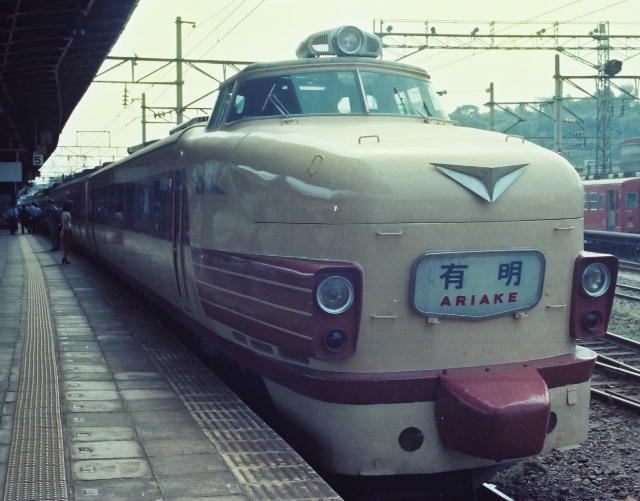
国鉄485系電車

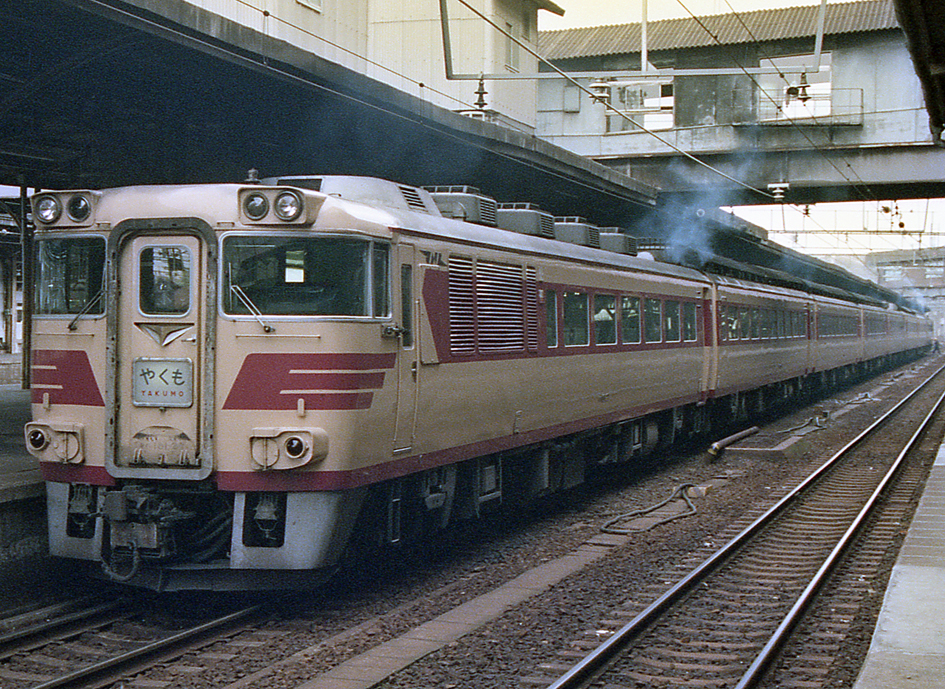
国鉄キハ181系気動車

このダイヤ改正に合わせ、電車・気動車には特急列車用に3種類の新形式が誕生した。
- 583系特急形寝台電車：世界初の本格的な「寝台電車」であった581系電車は前年の1967年（昭和42年）に登場しており、本形式はその改良型である。581系が関西 - 九州間運用を主眼として直流および交流60 Hz の2電源対応だったのに対し、583系は東日本でも運用できるように直流・交流60 Hz・交流50 Hz の3電源に対応したシステムを備えた。上記の東北本線特急「はつかり」や東北本線寝台特急「はくつる」・「ゆうづる」の増発、名古屋・大阪方面から九州各地に向かう昼行・寝台特急群の新設・増発に当てられた。
- 485系特急形電車：先行481系・483系電車を引き継ぐ3電源方式の特急電車。東北・北陸・九州に配備された。
- 181系特急形気動車：従来からの特急形ディーゼルカーである80系気動車が、180馬力エンジン1基または2基を各車両に搭載していたのに対し、500馬力エンジン1基を、食堂車のキサシ180形を除く全車両に搭載し、勾配区間を中心に速度向上を達成した。ヨンサントオでは、従来特急列車が設定されていなかった中央西線の新設特急「しなの」に充当された。
  - また80系気動車も、それまで運用された列車が電車化され運用に余裕が生じたことから、従来特急列車の設定されていなかった線区に転用され、特急網を拡大する役割を果たした。高山本線特急「ひだ」の新設などがその例である。

その他にも、高速貨物用のEF66形が本格生産されるなど、貨物列車の分野でも高速化が図られた。

### 新たに設定・増発された列車
本改正で新設された特急列車は以下のとおり。
- 寝台特急
  - 「金星」（名古屋 - 博多）583系電車
  - 「彗星」（新大阪 - 宮崎）20系客車　
  - 「明星」（新大阪 - 熊本）583系電車
  - 「日本海」（大阪 - 青森）20系客車
- 昼行特急
  - 「しなの」（名古屋 - 長野）キハ181系気動車
  - 「ひだ」（名古屋 - 金沢、高山本線経由）キハ82系気動車
  - 「にちりん」（博多 - 宮崎）キハ82系気動車
  - 「なは」（大阪 - 西鹿児島。鹿児島本線経由）キハ82系気動車
  - 「日向」（大阪 - 宮崎。大阪 - 小倉間は「なは」と併結）キハ82系気動車
  - 「あいづ」（上野 - 会津若松）485系電車。「会津やまばと」から独立

上記の他、既存の特急列車も多数増発された。定期列車については以下の通り。
- 「北斗」：1往復 → 2往復
- 「ゆうづる」：1往復 → 2往復
- 「はつかり」：1往復 → 2往復
- 「ひばり」：2往復 → 5往復
- 「あさま」：2往復 → 3往復
- 「あずさ」：1往復 → 2往復
- 「しらさぎ」：1往復 → 2往復
- 「うずしお」：1往復 → 3往復
- 「しおじ」：2往復 → 3往復
- 「あさかぜ」：1往復 → 2往復
- 「あかつき」：1往復 → 2往復
- 「月光」：1往復 → 2往復

上記の他、季節列車も多数増発された。

## 列車愛称の整理
この時までは、「ひかり」、「こだま」と初めから種類を絞り「識別記号的」に愛称をつけていた新幹線はともかく、在来線の列車愛称は氾濫というべき状況となっていた。その主な原因は、（1965年までのダイヤ改正で）特急、急行列車が急激に増加したにもかかわらず、列車数が少なかった時代のように、同一区間を走る同一種類の列車でも別の愛称をつけることが多かったからだとされる。このヨンサントオ改正では、列車が大増発され、さらにマルスシステムによるみどりの窓口を通じての座席指定券のオンライン販売も始まりつつあったため、下記のような列車愛称の整理が行われた。
1. 似通った運転系統、区間ごとに、できるだけ愛称をまとめる。
2. 同一区間を走る列車に関して、特急列車では昼行と夜行で原則として別愛称、急行列車では昼夜同一の愛称をつける。
3. 定期列車と季節列車（この時誕生した臨時列車の呼び名）は原則として同一愛称とする。
  - それまでは別愛称をつけたり、「臨時わかさ」のように「臨時」をつけて区分したこともあった。
4. 同一系統、同一種類の列車が多数（1往復超）存在する場合、発車時刻順に番号によって区分する。なおそれまでは、「第1-」、「第2-」と「-1号」、「-2号」のように2種類の番号区分があったが、後者に統一する。
5. （予定）臨時列車には、「-51号」と50番台で始まる列車番号を発車時刻順につける。

## 国鉄財政の悪化
第3次長期計画は3兆円近い膨大な金額の設備投資を伴う計画であった。当時赤字に陥り始めていた国鉄は、対策としてまず運賃値上げ（と同時に等級制度も廃止）を予定し、さらに政府出資や財政投融資等の増額、市町村納付金の減免を要請した。しかし等級制度の廃止を含めた運賃値上げは1年延期され、その他の出資・資金繰りについても政府出資金40億円（国鉄が要請した金額の百分の一）が認められたに過ぎなかった。結果国鉄の経営は著しく悪化し、その後の自動車と航空機の台頭による競争の激化を受けて、国鉄財政の破綻を招来することになった。

## 赤字ローカル線の運行縮小
採算性の悪化が問題となっていたローカル線115線区において、合計18,500 km / 日に及ぶ列車の運行本数を削減した。

## 鉄道ファンへの余波
このダイヤ改正によりSL牽引列車が激減したことにより、それまで「どこにでもあった」SLは希少価値を高め、静かに広まりつつあったSLブームが過熱した。以来、写真撮影に適した場所を取り合ったり、禁止された場所や他人の所有地に侵入して三脚を立てる業者やファンが目立つようになった。